# Рехенберг-Биненмиле
Рехенберг-Биненмиле (њем. Rechenberg-Bienenmühle) општина је у њемачкој савезној држави Саксонија. Једно је од 61 општинског средишта округа Средња Саксонија. Према процјени из 2010. у општини је живјело 2.207 становника. Посједује регионалну шифру (AGS) 14522470.

## Географски и демографски подаци
Рехенберг-Биненмиле се налази у савезној држави Саксонија у округу Средња Саксонија. Општина се налази на надморској висини од 600 метара. Површина општине износи 52,5 km². У самом мјесту је, према процјени из 2010. године, живјело 2.207 становника. Просјечна густина становништва износи 42 становника/km².